# 극장판 가면라이더 오즈 WONDERFUL 장군과 21개의 코어 메달
극장판 가면라이더 오즈 WONDERFUL 장군과 21개의 코어 메달은 2011년 8월 6일 가면라이더 오즈의 오리지널 극장판이 해적전대 고카이저 극장판과 동시에 개봉한다. 가면라이더 오즈의 새로운 콤보인 "브라카와니 콤보"가 등장한다.

## 등장인물, 라이더
- 히노 에이지 - 와타나베 슈
- 앙크 - 미우라 료스케
- 이즈미 히나 - 타카다 리호
- 코우가미 코우세이 - 우카지 타카시
- 사토나카 에리카 - 아리스에 마유코
- 다테 아키라 - 이와나가 히로아키
- 고토 신타로 - 키미지마 아사야
- 우바 - 야마다 유스케
- 카자리 - 하시모토 타이토
- 가멜 - 마츠모토 히로유키
- 메즐 - 미키 호노카
- 마키 키요토 - 카미오 유우
- 갈라 - 사카이 미키
- 키사라기 켄타로 - 후쿠시 소타
- 죠지마 유우키 - 시미즈 후미카